# Deutsche Skeleton-Meisterschaft 1938
Die 4. Deutsche Skeleton-Meisterschaft wurde nach einer Unterbrechung von drei Jahren 1938 ausgetragen. Ort der Meisterschaft war zum zweiten Mal hintereinander die Spießbergbahn in Friedrichroda. Es gab lediglich einen Wettbewerb für Männer.

## Männer
| Platz | Sportler     | Verein | Zeit |
| ----- | ------------ | ------ | ---- |
| 1     | F. Herborn   |        |      |
| 2     | W. Schulz    |        |      |
| 3     | R. Hettstedt |        |      |
| 4     | E. Kachel    |        |      |